# Mentzelia involucrata
Mentzelia involucrata är en brännreveväxtart som beskrevs av S. Wats. Mentzelia involucrata ingår i släktet Mentzelia och familjen brännreveväxter. Utöver nominatformen finns också underarten M. i. megalantha.

## Bildgalleri

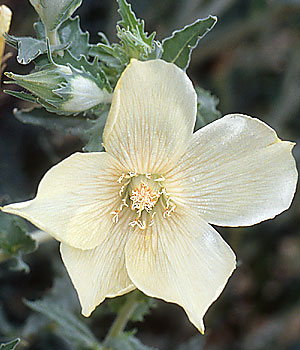
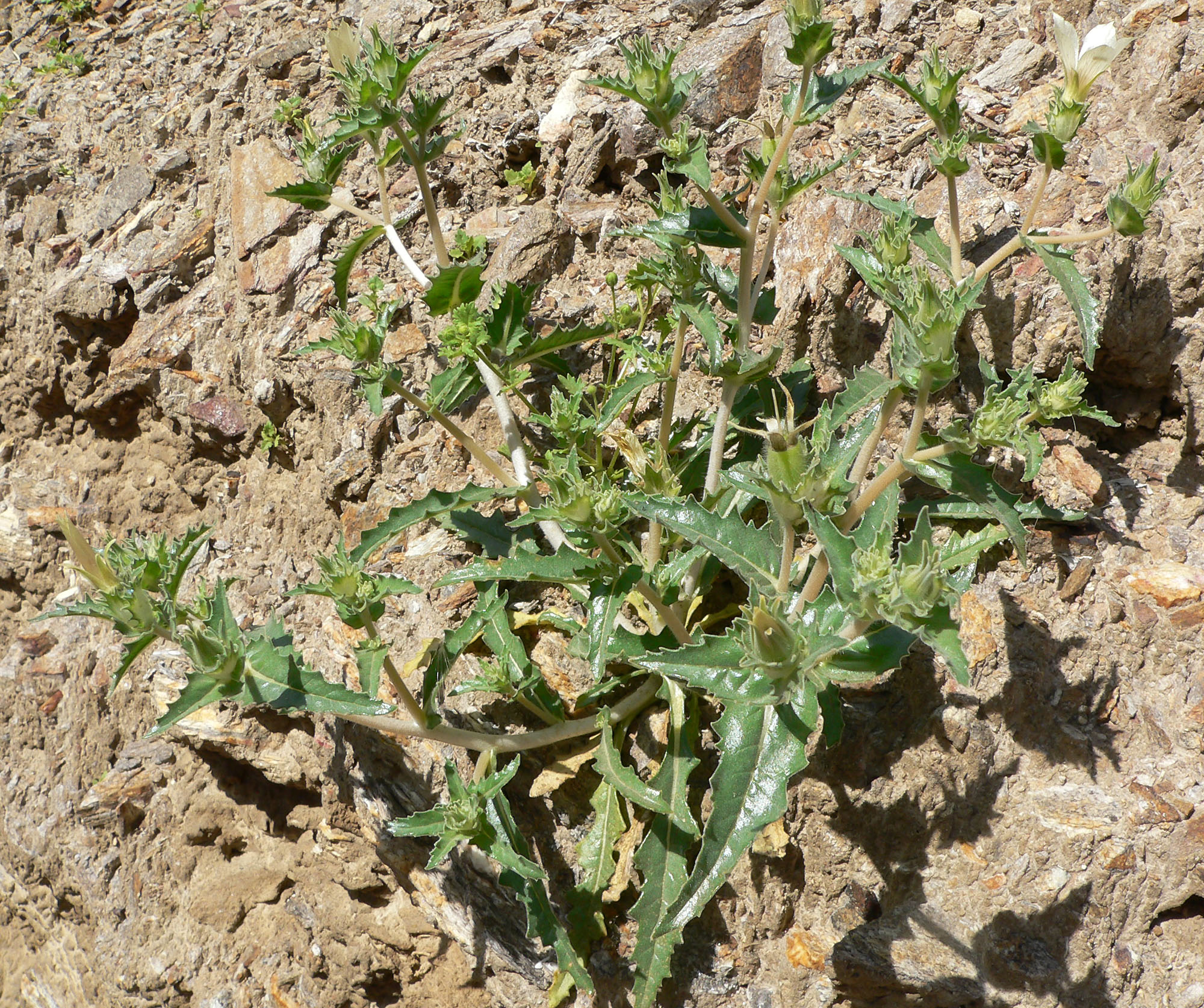
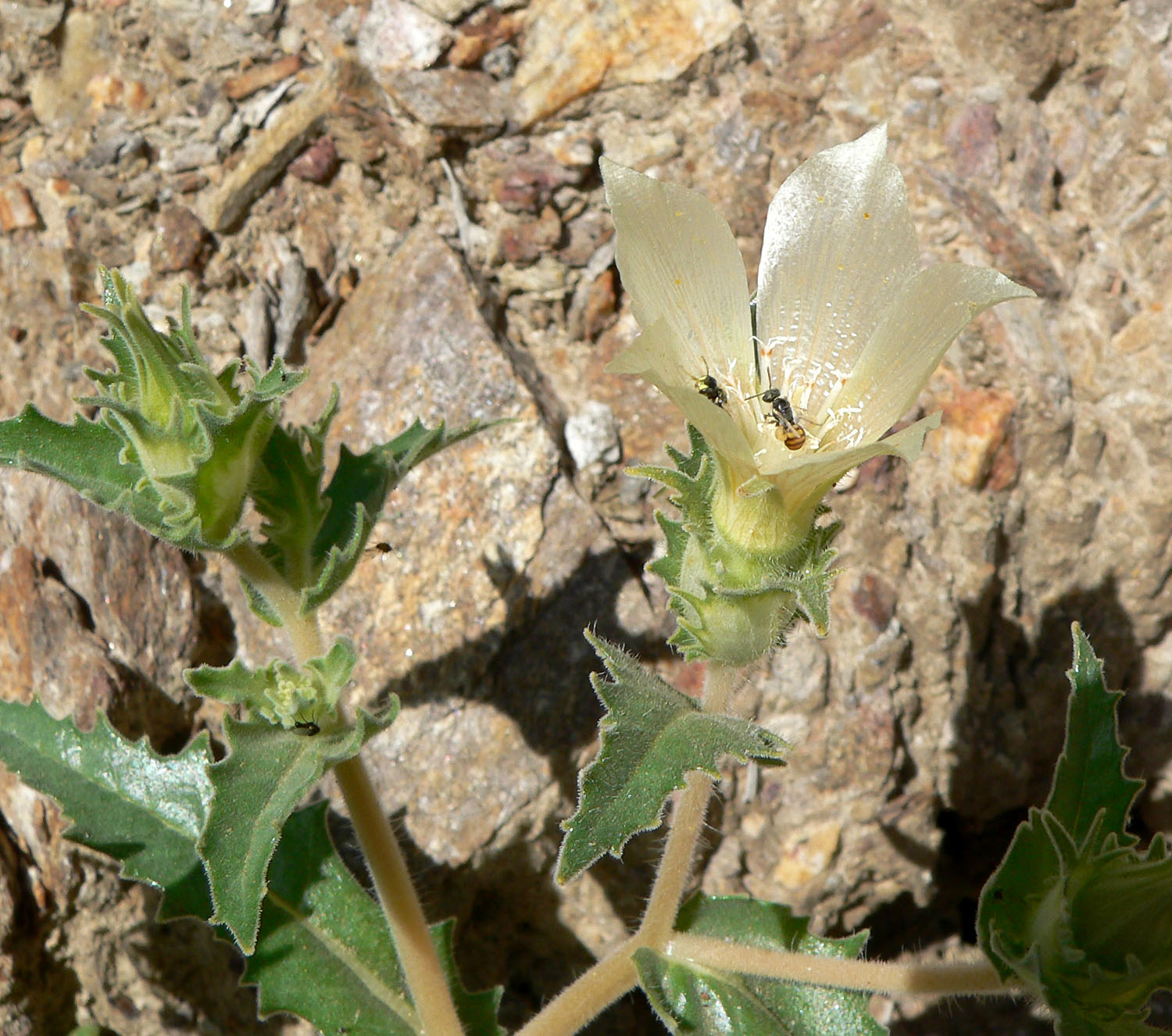
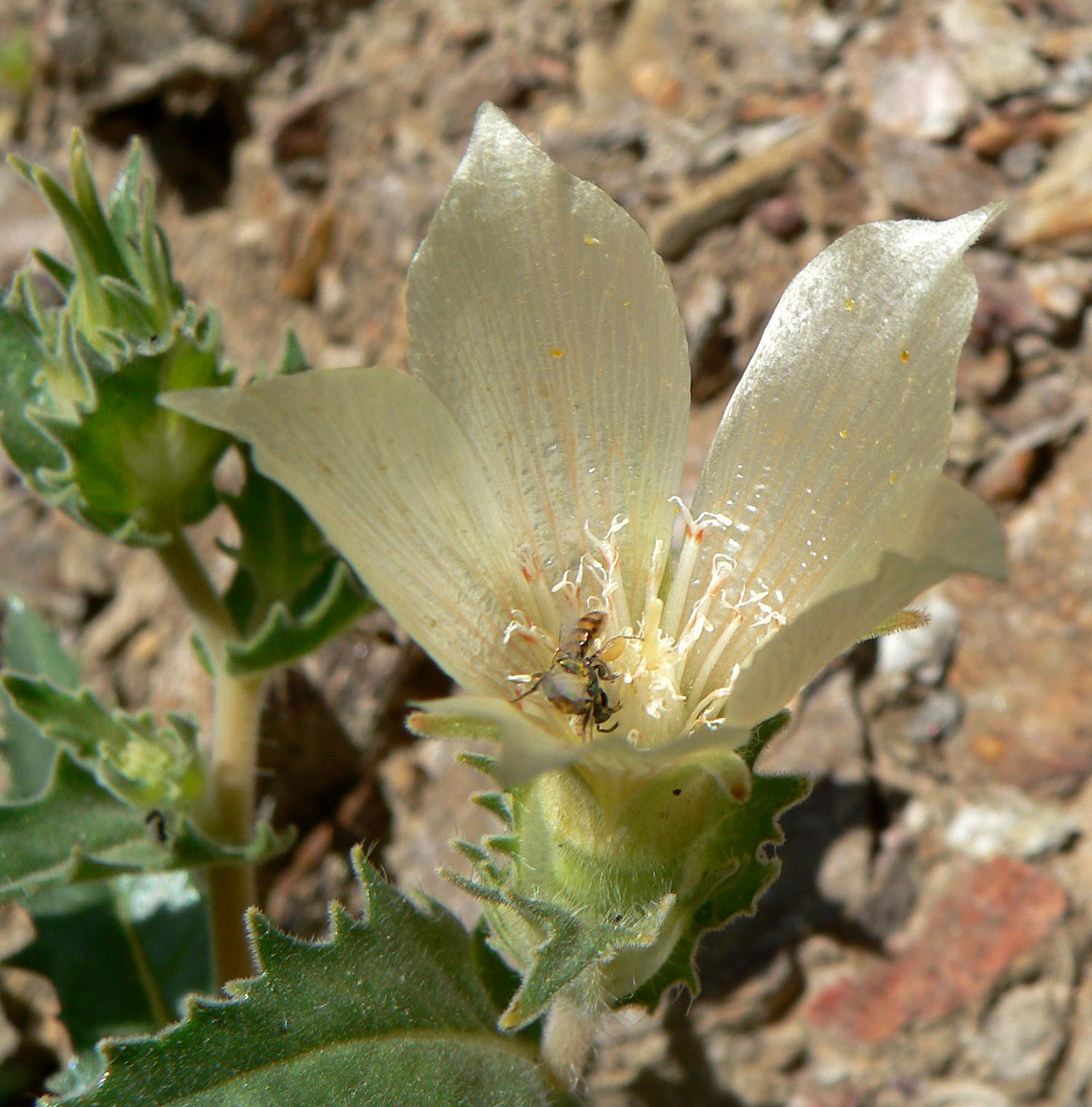